# Riozzo
Riozzo (Riòzz in dialetto milanese) è l'unica frazione di Cerro al Lambro, in provincia di Milano, e si estende in contiguità con il centro di Melegnano, a nord-ovest del capoluogo comunale.

## Storia
La località è un borgo agricolo milanese di antica origine. La comunità apparteneva alla Pieve di San Giuliano, e confinava con Melegnano a nord, Vizzolo ad est, Cerro, Bascapè e Trognano a sud, e Carpiano ad ovest. Al censimento del 1751 la località fece registrare 340 residenti.
In età napoleonica, nel 1805, la popolazione era salita a 574 unità, e nel 1809 il territorio municipale si allargò sperimentando la prima esperienza d'unione col soppresso comune di Cerro, anche se due anni dopo Riozzo fu a sua volta annessa al comune di Melegnano. Tutti i centri recuperarono comunque l'autonomia nel 1816 dopo la costituzione del Regno Lombardo-Veneto. Al censimento del 1853 il Comune di Riozzo contava 600 abitanti, a quello del 1861 il numero era salito a 660.
Nel 1878 il Comune di Riozzo venne infine aggregato a quello di Cerro al Lambro, seguendo l'antico modello napoleonico.
A partire dagli anni ottanta del XX secolo, Riozzo ha conosciuto un importante sviluppo demografico ed edilizio, saldandosi senza soluzione di continuità alla città di Melegnano, della cui parrocchia ha sempre fatto parte prima di ottenerne una propria nel 1978.

## Infrastrutture e trasporti
Fra il 1881 e il 1931 la località ospitò una fermata della tranvia Melegnano-Sant'Angelo Lodigiano.

## Sport

### Calcio
Esisteva in passato una locale squadra calcistica femminile, la Riozzese.